# Эскобар, Андрес
Андре́с Эскоба́р Сальдарриа́га (исп. Andrés Escobar Saldarriaga; 13 марта 1967, Медельин, Колумбия — 2 июля 1994, там же) — колумбийский футболист, игрок сборной Колумбии, убитый за автогол, который он за 10 дней до смерти забил на чемпионате мира по футболу 1994 в матче с хозяевами турнира — сборной США.

## Биография
Эскобар был защитником, выступал за медельинский клуб «Атлетико Насьональ», некоторое время играл в Швейцарии за «Янг Бойз» под номером 2; имел прозвище «El Caballero del Fútbol» (Рыцарь футбола). Обладатель Кубка Либертадорес (1988) и Межамериканского кубка (1989). В 1988 году он забил гол в матче со сборной Англии на «Уэмбли»; этот гол принёс колумбийцам ничью. Участвовал в чемпионате мира 1990 года в Италии.
Последствия автогола Эскобара в матче с США (пытаясь прервать прострел американца Джона Харкса, он срезал мяч в свои ворота) оказались серьёзными: Колумбия проиграла 1:2 и была вынуждена покинуть турнир после группового этапа. Эскобар вернулся на родину вместе с командой, где — ещё до окончания чемпионата — его и настигла пуля убийцы, Умберто Муньоса Кастро, работавшего охранником. Муньос выпустил в Эскобара, сидевшего в автомобиле рядом с одним из баров Медельина, 6 пуль. Каждый раз, делая выстрел, убийца кричал «Гол!». Футболиста тут же привезли в больницу, где он умер через 45 минут. Андресу Эскобару были устроены государственные похороны, его имя по-прежнему окружено большим почётом в Медельине, в его честь назван международный кубок по уличному футболу.
Умберто Муньос был приговорён к 43 годам тюрьмы. В 2001 году срок сократили до 26 лет. Но Муньос отсидел только 11 лет и вышел в 2005 году на свободу за хорошее поведение.

## Достижения
- Кубок Либертадорес: 1989
- Чемпион Колумбии: 1991, 1994
- Межамериканский кубок: 1989
- Полуфиналист Кубка Америки: 1991
- Серебряный призёр Чемпионата Колумбии: 1988, 1990

## Фильмы
- Документальный фильм Джеффа и Майкла Зимбалист «Два Эскобара» (англ. The Two Escobars, 2010, Колумбия, США).